# Gabriel Lenkiewicz
Gabriel Lenkiewicz (* 15. März 1722; † 10. November 1798 in Rom) war Generalvikar der Societas Jesu in Russland.

## Leben
Als am 7. Juli 1785 sein Vorgänger, Stanislaw Czerniewicz, starb, wählte die Generalversammlung des Ordens am 27. September desselben Jahres Lenkiewicz zum Generalvikar.
Am 10. November 1798 starb Gabriel Lenkiewicz.

## Notizen
1. ↑  Von 1782 bis 1801 trug das Oberhaupt des Jesuitenordens den Titel eines Generalvikars (siehe Catholic Encyclopedia: The Jesuits After the Restoration (1814-1912))

| Vorgänger             | Amt                                          | Nachfolger       |
| --------------------- | -------------------------------------------- | ---------------- |
| Stanislaw Czerniewicz | Generalvikar der Gesellschaft Jesu 1785–1798 | Franciscus Kareu |

| Personendaten    | Personendaten                                  |
| ---------------- | ---------------------------------------------- |
| NAME             | Lenkiewicz, Gabriel                            |
| KURZBESCHREIBUNG | Generalvikar der Societas Jesu (Jesuitenorden) |
| GEBURTSDATUM     | 15. März 1722                                  |
| STERBEDATUM      | 10. November 1798                              |
| STERBEORT        | Rom                                            |